# Hadena minorata
Hadena minorata är en fjärilsart som beskrevs av Smith 1887. Hadena minorata ingår i släktet Hadena och familjen nattflyn. Inga underarter finns listade i Catalogue of Life.